# Мілтон (Джорджія)
Мілтон (англ. Milton) — місто (англ. city) в США, в окрузі Фултон штату Джорджія. Населення — 41 296 осіб (2020).

## Географія
Мілтон розташований за координатами 34°8′39″ пн. ш. 84°18′52″ зх. д. / 34.14417° пн. ш. 84.31444° зх. д. (34.144137, -84.314522).  За даними Бюро перепису населення США в 2010 році місто мало площу 101,38 км², з яких 99,77 км² — суходіл та 1,61 км² — водойми.

## Демографія
Згідно з переписом 2010 року, у місті мешкала 32 661 особа в 11 659 домогосподарствах у складі 8784 родин. Густота населення становила 322 особи/км².  Було 12328 помешкань (122/км²).
Расовий склад населення:
| - 76,6 % — білих - 10,4 % — азіатів - 9,0 % — чорних або афроамериканців - 0,2 % — корінних американців - 1,6 % — осіб інших рас |

До двох чи більше рас належало 2,2 %. Частка іспаномовних становила 6,0 % від усіх жителів.
За віковим діапазоном населення розподілялося таким чином: 30,8 % — особи молодші 18 років, 62,9 % — особи у віці 18—64 років, 6,3 % — особи у віці 65 років та старші. Медіана віку мешканця становила 36,7 року. На 100 осіб жіночої статі у місті припадало 95,6 чоловіків;  на 100 жінок у віці від 18 років та старших — 92,9 чоловіків також старших 18 років.
Середній дохід на одне домашнє господарство  становив 155 764 долари США (медіана — 111 778), а середній дохід на одну сім'ю — 172 845 доларів (медіана — 129 929). Медіана доходів становила 114 159 доларів для чоловіків та 51 939 доларів для жінок. За межею бідності перебувало 5,2 % осіб, у тому числі 6,8 % дітей у віці до 18 років та 5,2 % осіб у віці 65 років та старших.
Цивільне працевлаштоване населення становило 16 875 осіб. Основні галузі зайнятості: науковці, спеціалісти, менеджери — 20,4 %, освіта, охорона здоров'я та соціальна допомога — 14,6 %, фінанси, страхування та нерухомість — 13,9 %.